# Jackwerth Verlag
Der Jackwerth Verlag besteht seit dem 1. Januar 2023. Er wurde von Maren Jackwerth gegründet. Sitz des Verlags ist Düsseldorf. Er ist als Verlag auf Ratgeber und Kinderliteratur gerichtet.
Vormals gab es schon einen Verlag Jackwerth, ein deutsches Unternehmen, das auf LGB-Medien spezialisiert war. Gegründet wurde dieser Verlag mit Sitz in Berlin von dem mittlerweile verstorbenen Reiner Jackwerth. Es bestehen keine verwandtschaftlichen Beziehungen zu Maren Jackwerth. Zu den bekanntesten Publikationen des Verlages gehörten die Zeitschriften Magnus, L-MAG, DU&ICH, Siegessäule und Siegessäule Kompass. Alle Zeitschriften und die dazugehörigen Internetauftritte verkaufte der Verlag an die eigens neu gegründete Special Media SDL GmbH und stellte zum 30. April 2012 seinen Geschäftsbetrieb ein.